# Оверлейна мережа
Оверле́йна мережа (від англ. Overlay Network) — комп'ютерна мережа, яка являє собою надбудову над іншою мережею. Учасники оверлейної мережі можуть бути зв'язані віртуальними або логічними зв'язками. Кожен такий зв'язок може являти собою цілу низку фізичних зв'язків у мережі, над якою зроблена надбудова. Багато мереж типу peer-to-peer оверлейні, тому що вони працюють поверх Інтернету. Комутований (dial-up) доступ до Інтернету фактично здійснюється через оверлей, наприклад за протоколом PPP, який працює поверх телефонної мережі.

## Використання оверлейних мереж
Оверлеї можуть використовуватися в таких випадках:
- Для дослідження, розробляння і тестування нових протоколів зв'язку, неможливих в традиційній інфраструктурі (наприклад, дослідження властивостей IPv6 або зв'язку «один-з-багатьма»);
- Для  створення нових властивостей мережі, неможливих в традиційній інфраструктурі:
  - Маршрутизація з гарантією якості сервісу,
  - Інфраструктура, яка більше підходить для трансляції потоків інформації (Akamai),
  - Більш гнучка, ефективна і надійна маршрутизація (Resilient Overlay Networks, Chord),
  - Підвищена безпека з'днання (Secure Overlay Services, VPN),
  - Повністю розподілена інфраструктура мережі (Tapestry),
  - Маршрутизація без визначення цільової IP-адреси (розподілена геш-таблиця);
- Для створення і експлуатації сервісів, неможливих в традиційній інфраструктурі:
  - Розподілене збереження інформації, файлообмін (OceanStore),
  - Розподілені  обчислення.

Основні переваги оверлейних мереж полягають в тому, що вони дозволяють розробляти і експлуатувати нові великомасштабні розподілені сервіси без внесення будь-яких змін в основні протоколи мережі. Поширеним недоліком оверлеїв є підвищені витрати при передачі інформації через появу додаткового рівня обробки пакетів чи неоптимальних маршрутів.